# 심호
심호(沈浩, 1668년 ~ 1704년)는 조선의 문신이자, 경종의 국구(장인)로, 자는 희천(希天), 봉군호(封君號)는 청은부원군(靑恩府院君), 본관은 청송(靑松), 시호는 효숙(孝肅)이다.

## 생애
1696년(숙종 22년)에 그의 딸이 왕세자빈(王世子嬪)으로 간택되자, 영소전 참봉(永昭殿 參奉)에 제수되었다. 주부(主簿)와 금오랑(金吾郞)을 거쳐, 1703년(숙종 29년) 사직서령(社稷署令)에 제수되었다. 1704년(숙종 30년) 사옹원 첨정(司饔院 僉正)으로 있다가, 사망하였다. 사망직후, 우의정에 증직(贈職)되었다가, 경종 즉위 후, 국구(왕비의 아버지)로서, 청은부원군(靑恩府院君)으로 추봉(追封)되고, 영의정으로 가증(加贈)되었다.
사왕 전하(嗣王殿下)의 전비(前妃)는 단의 왕후(端懿王后) 심씨(沈氏)로, 증(贈) 영의정(領議政) 청은 부원군(靑恩府院君) 심호(沈浩)의 따님이고, 중궁 전하(中宮殿下) 어씨(魚氏)는 영돈녕부사(領敦寧府事) 함원 부원군(咸原府院君) 어유귀(魚有龜)의 따님이다.— 숙종실록, 숙종 대왕 묘지문

## 가계
- 6대조 : 심강(沈鋼) - 명종의 국구, 청릉부원군(靑陵府院君), 영돈녕부사, 증영의정
  - 5대조 : 심예겸(沈禮謙) - 성천부사, 증영의정
    - 고조부 : 심열(沈悅) - 병조판서 심충겸(沈忠謙)의 아들, 영의정
      - 증조부 : 심희세(沈熙世) - 홍문관 교리, 증이조판서
        - 할아버지 : 심권(沈權) - 전라도 관찰사, 증좌찬성
          - 아버지 : 심봉서(沈鳳瑞) - 여주목사 심추(沈樞)의 아들, 의금부 도사, 증영의정
          - 친모 : 증 정경부인 전주 이씨(贈 貞敬夫人 全州 李氏) - 군수 이성린(李聖麟)의 딸
          - 계모 : 증 정경부인 연일 정씨(贈 貞敬夫人 延日 鄭氏)
            - 부인 : 영원부부인 고령 박씨(靈原府夫人 高靈 朴氏) - 안산군수 박빈(朴鑌)의 딸, 이조판서 증영의정 박장원(朴長遠)의 손녀
              - 장남 : 심유현(沈維賢) - 담양부사
              - 차남 : 심준현(沈駿賢)
              - 장녀 : 단의왕후
              - 사위 : 조선 제20대 국왕 경종

            - 사돈 : 조선 제19대 국왕 숙종
              - 차녀 : 청송 심씨
              - 사위 : 공조판서 송징계(宋徵啓) - 간성군수 송광속(宋光涑)의 아들, 좌승지 송시철(宋時喆)의 손자

            - 동생 : 심수(沈洙) - 사헌부 감찰
              - 조카 : 심근현(沈謹賢) - 부사과

## 참조
1. ↑  《숙종실록》22년(1696) 4월 8일 1번째 기사
2. ↑  《숙종실록》22년(1696) 4월 8일 3번째 기사
3. ↑  《숙종실록》27년(1701) 11월 23일 2번째 기사
4. ↑  《숙종실록》29년(1703) 7월 6일 1번째 기사
5. ↑  《숙종실록》29년(1703) 7월 6일 1번째 기사
6. ↑  《숙종실록》30년(1704) 2월 13일 2번째 기사
7. ↑  《숙종실록》30년(1704) 4월 23일 2번째 기사
8. ↑  《숙종실록》숙종대왕 묘지문
9. ↑  《경종실록》경종대왕 묘지문
10. ↑  《경종실록》경종대왕 행장

## 같이 보기
| - 소헌왕후 - 인순왕후 - 단의왕후 | - 심온 - 심강 | - 심덕부 - 심연원 - 심열 | - 심회 - 심결 - 심의겸 - 심충겸 - 심유현 |